# Areso
Areso is een gemeente in de Spaanse provincie en regio Navarra met een oppervlakte van 12 km². Areso telt 263 inwoners (1 januari 2016).
De gemeente maakt deel uit van de Merindad de Pamplona. De gemeente ligt in de Baskischsprekende zone, volgens de Ley Foral del Vascuence die de status van de Baskische taal in Navarra reguleert.
Abáigar · 
Abárzuza · 
Abaurregaina/Abaurrea Alta · 
Abaurrepea/Abaurrea Baja · 
Aberin · 
Ablitas · 
Adiós · 
Aguilar de Codés · 
Aibar/Oibar · 
Allín · 
Allo · 
Altsasu/Alsasua · 
Améscoa Baja · 
Ancín/Antzin · 
Andosilla · 
Añorbe · 
Ansoáin/Antsoain · 
Anue · 
Aoiz/Agoitz · 
Araitz · 
Arakil · 
Aranarache/Aranaratxe · 
Aranguren · 
Arano · 
Arantza · 
Aras · 
Arbizu · 
Arce/Artzi · 
Los Arcos · 
Arellano · 
Areso · 
Arguedas · 
Aria · 
Aribe · 
Armañanzas · 
Arróniz · 
Arruazu · 
Artajona · 
Artazu · 
Atez · 
Auritz/Burguete · 
Ayegui/Aiegi · 
Azagra · 
Azuelo · 
Bakaiku · 
Barañain · 
Barásoain · 
Barbarin · 
Bargota · 
Barillas · 
Basaburua · 
Baztan · 
Beintza-Labaien · 
Beire · 
Belascoáin · 
Bera · 
Berbinzana · 
Beriáin · 
Berrioplano · 
Berriozar · 
Bertizarana · 
Betelu · 
Bidaurreta · 
Biurrun-Olcoz · 
Buñuel · 
Burgui/Burgi · 
Burlada/Burlata · 
El Busto · 
Cabanillas · 
Cabredo · 
Cadreita · 
Caparroso · 
Cárcar · 
Carcastillo · 
Cascante · 
Cáseda · 
Castejón · 
Castillonuevo · 
Cendea de Olza/Oltza Zendea · 
Cintruénigo · 
Cirauqui/Zirauki · 
Ciriza · 
Cizur · 
Corella · 
Cortes · 
Desojo · 
Dicastillo · 
Donamaria · 
Doneztebe/Santesteban · 
Echarri · 
Egüés · 
Elgorriaga · 
Enériz/Eneritz · 
Eratsun · 
Ergoiena · 
Erro · 
Eslava · 
Esparza de Salazar/Espartza Zaraitzu · 
Espronceda · 
Estella/Lizarra · 
Esteribar · 
Etayo · 
Etxalar · 
Etxarri-Aranatz · 
Etxauri · 
Eulate · 
Ezcabarte · 
Ezcároz/Ezkaroze · 
Ezkurra · 
Ezprogui · 
Falces · 
Fitero · 
Fontellas · 
Funes · 
Fustiñana · 
Galar · 
Gallipienzo · 
Gallués/Galoze · 
Garaioa · 
Garde · 
Garínoain · 
Garralda · 
Genevilla · 
Goizueta · 
Goñi · 
Güesa/Gorza · 
Guesálaz/Gesalatz · 
Guirguillano · 
Hiriberri/Villanueva de Aezcoa · 
Huarte/Uharte · 
Ibargoiti · 
Igantzi · 
Igúzquiza · 
Imotz · 
Irañeta · 
Irurtzun · 
Isaba/Izaba · 
Ituren · 
Iturmendi · 
Iza/Itza · 
Izagaondoa · 
Izalzu/Itzaltzu · 
Jaurrieta · 
Javier · 
Juslapeña · 
Lakuntza · 
Lana · 
Lantz · 
Lapoblación · 
Larraga · 
Larraona · 
Larraun · 
Lazagurría · 
Leache · 
Legarda · 
Legaria · 
Leitza · 
Lekunberri · 
Leoz/Leotz · 
Lerga · 
Lerín · 
Lesaka · 
Lezáun · 
Liédena · 
Lizoáin-Arriasgoiti · 
Lodosa · 
Lónguida/Longida · 
Lumbier · 
Luquin · 
Luzaide/Valcarlos · 
Mañeru · 
Marañón · 
Marcilla · 
Mélida · 
Mendavia · 
Mendaza · 
Mendigorría · 
Metauten · 
Milagro · 
Mirafuentes · 
Miranda de Arga · 
Monreal · 
Monteagudo · 
Morentin · 
Mues · 
Murchante · 
Murieta · 
Murillo el Cuende · 
Murillo el Fruto · 
Muruzábal · 
Navascués · 
Nazar · 
Noáin (Valle de Elorz)/Noain (Elortzibar) · 
Obanos · 
Ochagavía/Otsagabia · 
Oco · 
Odieta · 
Oitz · 
Olaibar · 
Olazti/Olazagutía · 
Olejua · 
Olite/Erriberri · 
Ollo · 
Olóriz/Oloritz · 
Orbaitzeta · 
Orbara · 
Orísoain · 
Orkoien · 
Oronz/Orontze · 
Oroz-Betelu/Orotz-Betelu · 
Orreaga/Roncesvalles · 
Oteiza · 
Pamplona/Iruña · 
Peralta/Azkoien · 
Petilla de Aragón · 
Piedramillera · 
Pitillas · 
Puente la Reina/Gares · 
Pueyo · 
Ribaforada · 
Romanzado · 
Roncal/Erronkari · 
Sada · 
Saldías · 
Salinas de Oro/Jaitz · 
San Adrián · 
San Martín de Unx · 
Sangüesa/Zangoza · 
Sansol · 
Santacara · 
Sarriés/Sartze · 
Sartaguda · 
Sesma · 
Sorlada · 
Sunbilla · 
Tafalla · 
Tiebas-Muruarte de Reta · 
Tirapu · 
Torralba del Río · 
Torres del Río · 
Tudela · 
Tulebras · 
Ucar · 
Uharte-Arakil · 
Ujué · 
Ultzama · 
Unciti · 
Unzué · 
Urdazubi/Urdax · 
Urdiain · 
Urraul Alto · 
Urraul Bajo · 
Urrotz · 
Urroz-Villa · 
Urzainqui/Urzainki · 
Uterga · 
Uztárroz/Uztarroze · 
Valle de Yerri/Deierri · 
Valtierra · 
Viana · 
Vidángoz/Bidankoze · 
Villafranca · 
Villamayor de Monjardín · 
Villatuerta · 
Villava/Atarrabia · 
Yesa · 
Zabalza/Zabaltza · 
Ziordia · 
Zizur Mayor/Zizur Nagusia · 
Zubieta · 
Zugarramurdi · 
Zúñiga